# O Bom Pastor (1944)
Going My Way (prt/bra: O Bom Pastor) é um filme estadunidense de 1944, uma comédia dramático-musical dirigida por Leo McCarey, com roteiro dele, Frank Butler, Frank Cavett e Lloyd C. Douglas.

## Prêmios e indicações
| Prêmio             | Categoria                          | Recipiente                                            | Resultado |
| ------------------ | ---------------------------------- | ----------------------------------------------------- | --------- |
| Oscar 1945         | Melhor filme                       | Paramount                                             | Venceu    |
| Oscar 1945         | Melhor direção                     | Leo McCarey                                           | Venceu    |
| Oscar 1945         | Melhor canção original             | James Van Heusen, Johnny Burke ("Swinging on a Star") | Venceu    |
| Oscar 1945         | Melhor ator                        | Bing Crosby                                           | Venceu    |
| Oscar 1945         | Melhor ator                        | Barry Fitzgerald                                      | Indicado  |
| Oscar 1945         | Melhor ator coadjuvante            | Barry Fitzgerald                                      | Venceu    |
| Oscar 1945         | Melhor roteiro                     | Frank Butler, Frank Cavett                            | Venceu    |
| Oscar 1945         | Melhor história original           | Leo McCarey                                           | Venceu    |
| Oscar 1945         | melhor fotografia - preto e branco | Lionel Lindon                                         | Indicado  |
| Oscar 1945         | Melhor edição                      | Leroy Stone                                           | Indicado  |
| Globo de Ouro 1945 | Melhor filme - drama               | Leo McCarey                                           | Venceu    |
| Globo de Ouro 1945 | Melhor direção                     | Leo McCarey                                           | Venceu    |
| Globo de Ouro 1945 | Melhor ator coadjuvante            | Barry Fitzgerald                                      | Venceu    |

## Elenco
- Bing Crosby ..... padre Chuck O'Malley
- Barry Fitzgerald ..... padre Fitzgibbon
- Frank McHugh ..... padre Timothy O'Dowd
- James Brown ..... Ted Haines Jr.
- Gene Lockhart ..... Ted Haines Sr.
- Jean Heather ..... Carol James
- Porter Hall ..... sr. Belknap
- Fortunio Bonanova ..... Tomaso Bozanni
- Eily Malyon ..... sra. Carmody
- Risë Stevens ..... Genevieve Linden

## Sinopse
Jovem padre chega em vilarejo onde um velho pastor é o responsável pela paróquia. Tudo corre bem até que a igreja local é incendiada.